# 马斯兰达普尔
马斯兰达普尔（Maslandapur），是印度西孟加拉邦North Twentyfour Parganas县的一个城镇。总人口9507（2001年）。

## 人口
该地2001年总人口9507人，其中男性4875人，女性4632人；0—6岁人口870人，其中男413人，女457人；识字率78.29%，其中男性为83.84%，女性为72.45%。